# Jacques-Louis David
Jacques-Louis David (30 tháng 8 năm 1748 - 29 tháng 12 năm 1825) là một họa sĩ người Pháp theo trường phái Tân cổ điển. Ông là tác giả của nhiều bức họa đề tài lịch sử nổi tiếng như Oath of the Horatii (1784), The Death of Marat (1793), The Death of Socrates (1787), The Intervention of the Sabine Women (1799)...

## Gallery

Đệ nhất tổng tài vượt dãy Anpơ trên đèo Grand-Saint-Bernard
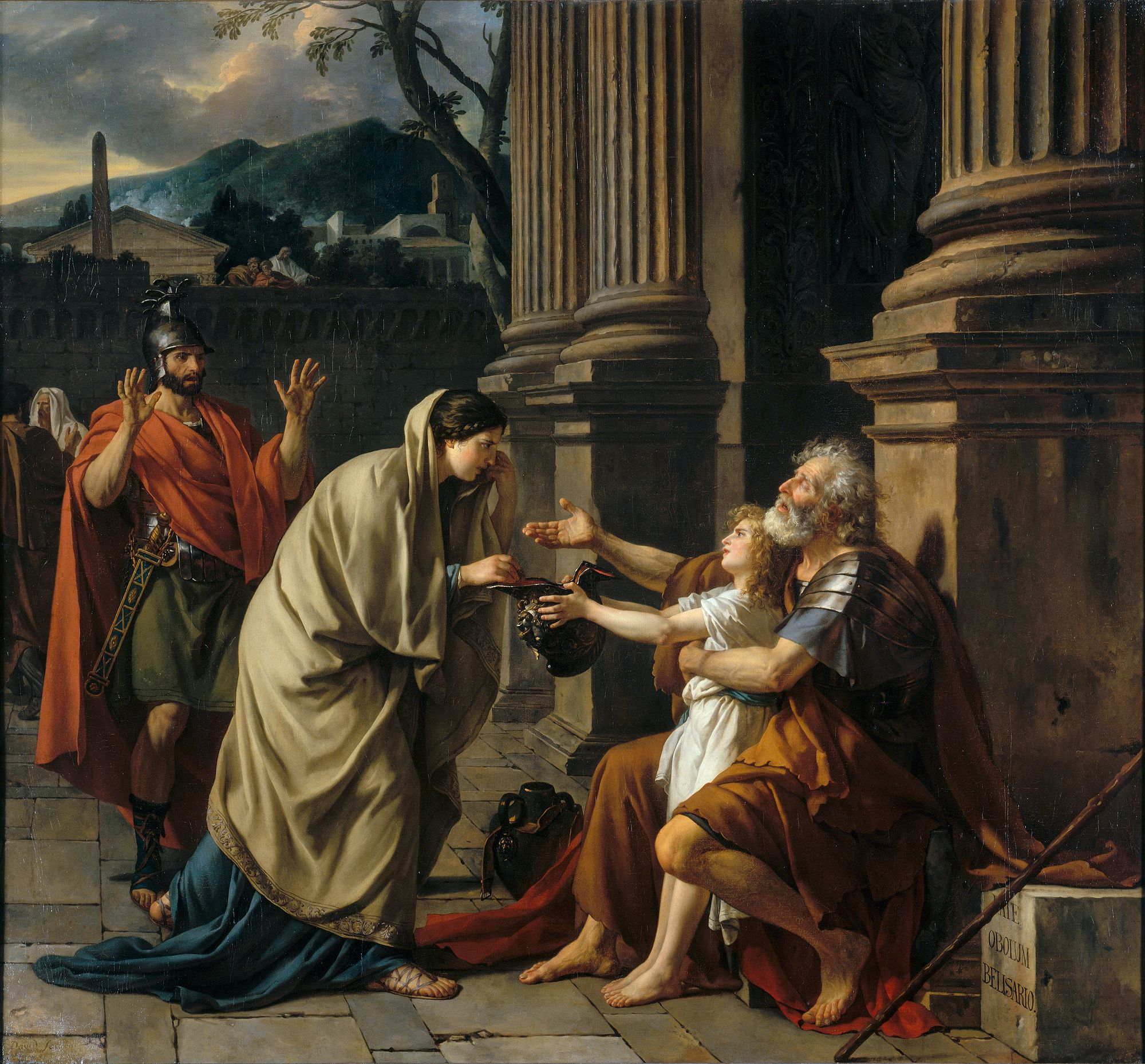
Belisarius (1781), Musée de Beaux Arts, Lille
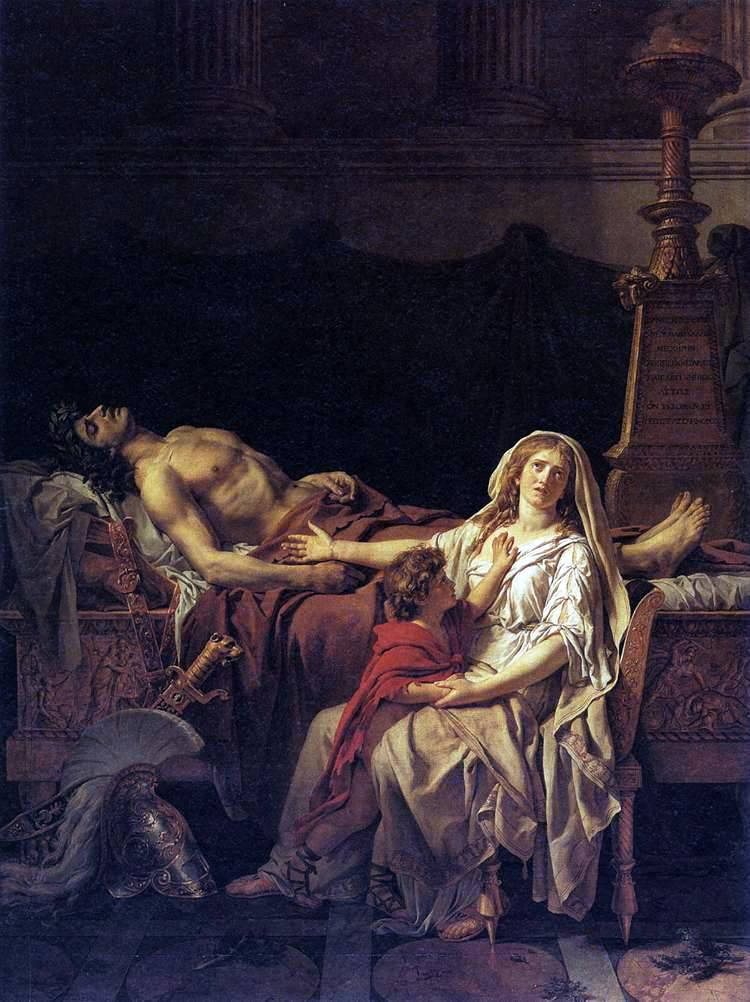
Andromache mourns Hector (1783), Bảo tàng Louvre, Paris
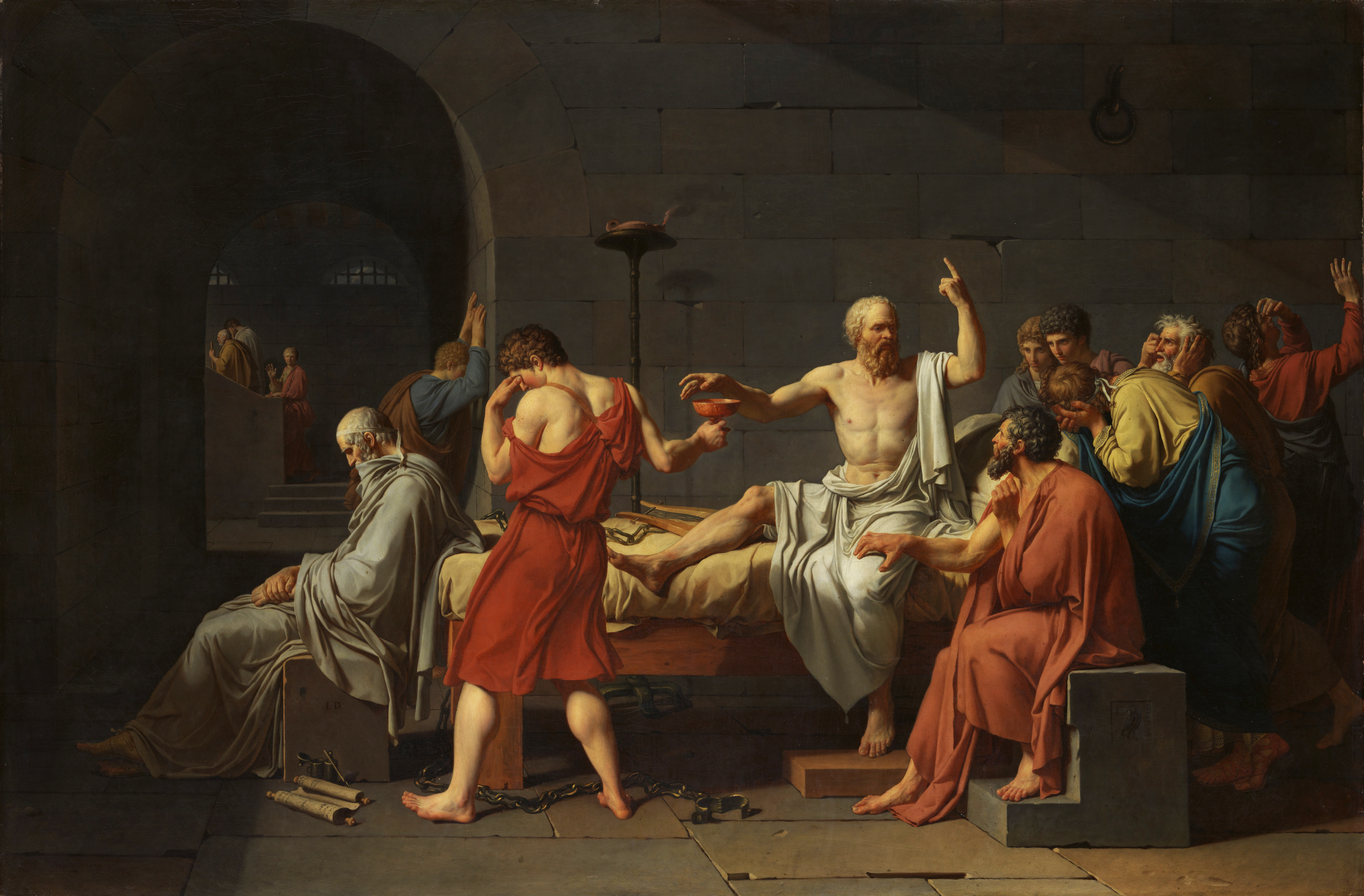
The Death of Socrates (1787), Bảo tàng nghệ thuật Metropolitan, thành phố New York
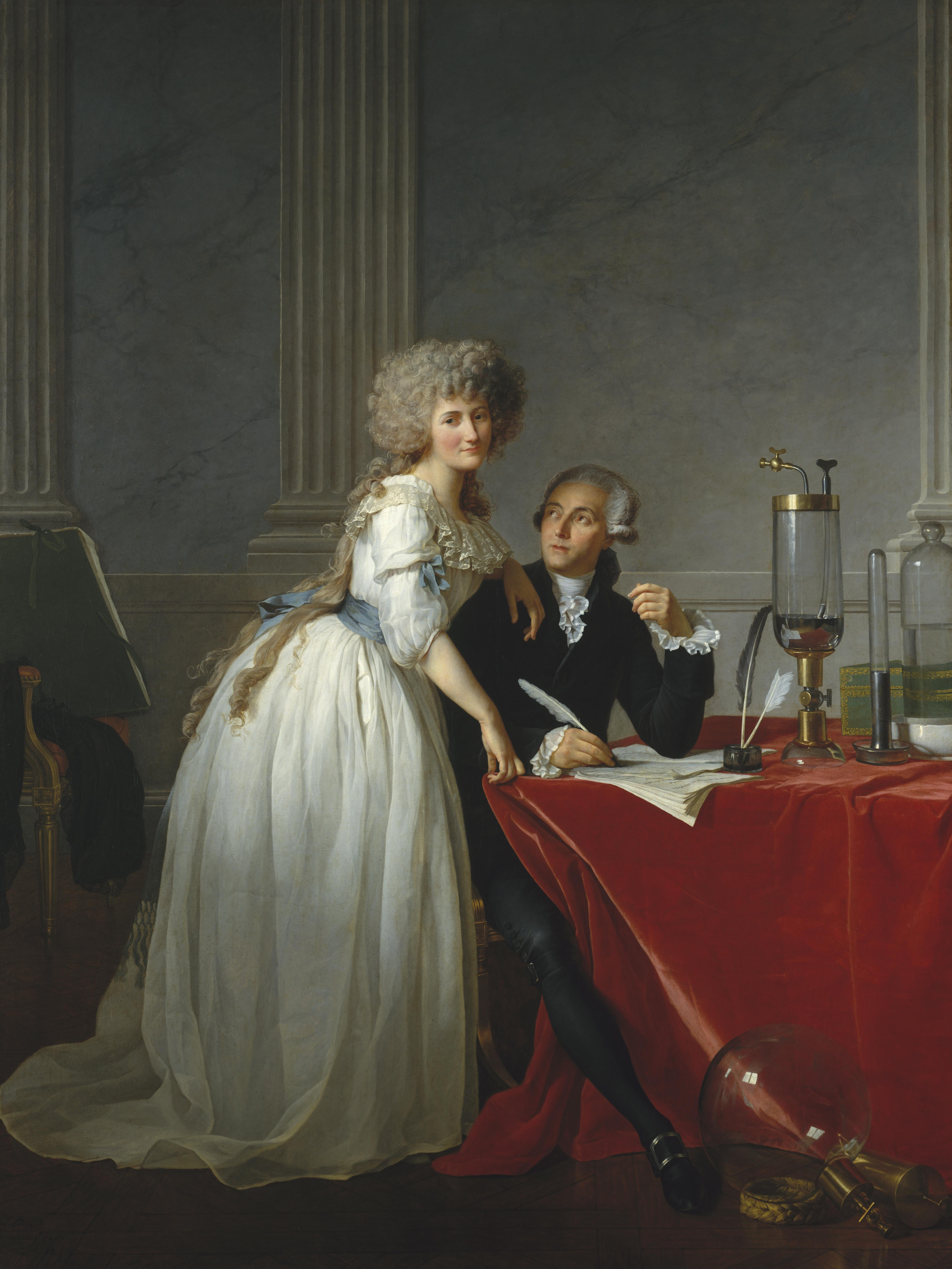
Portrait of Antoine-Laurent Lavoisier and his wife (1788), Bảo tàng nghệ thuật Metropolitan, thành phố New York
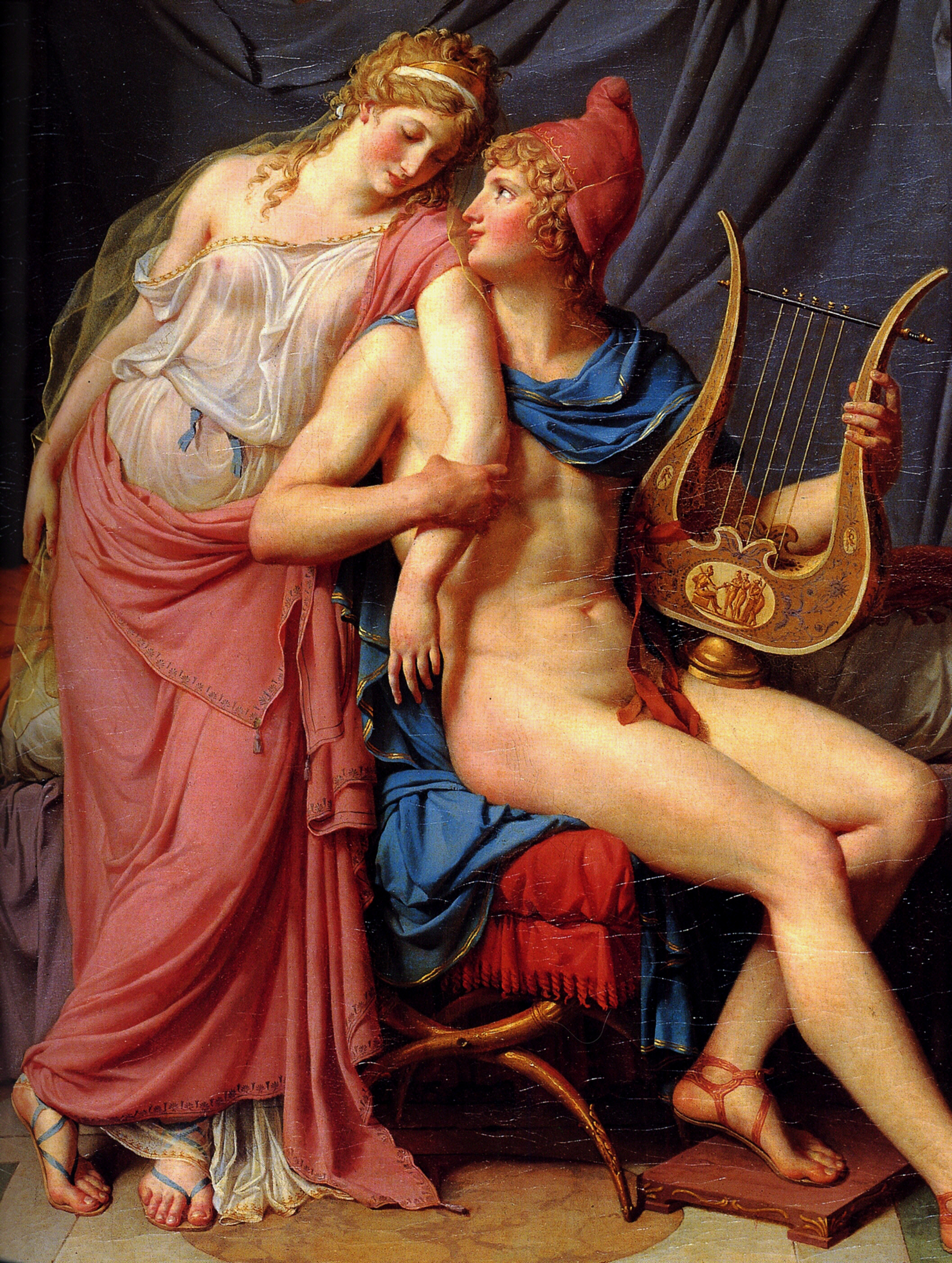
Paris và Helen (1788), Bảo tàng Louvre, Paris
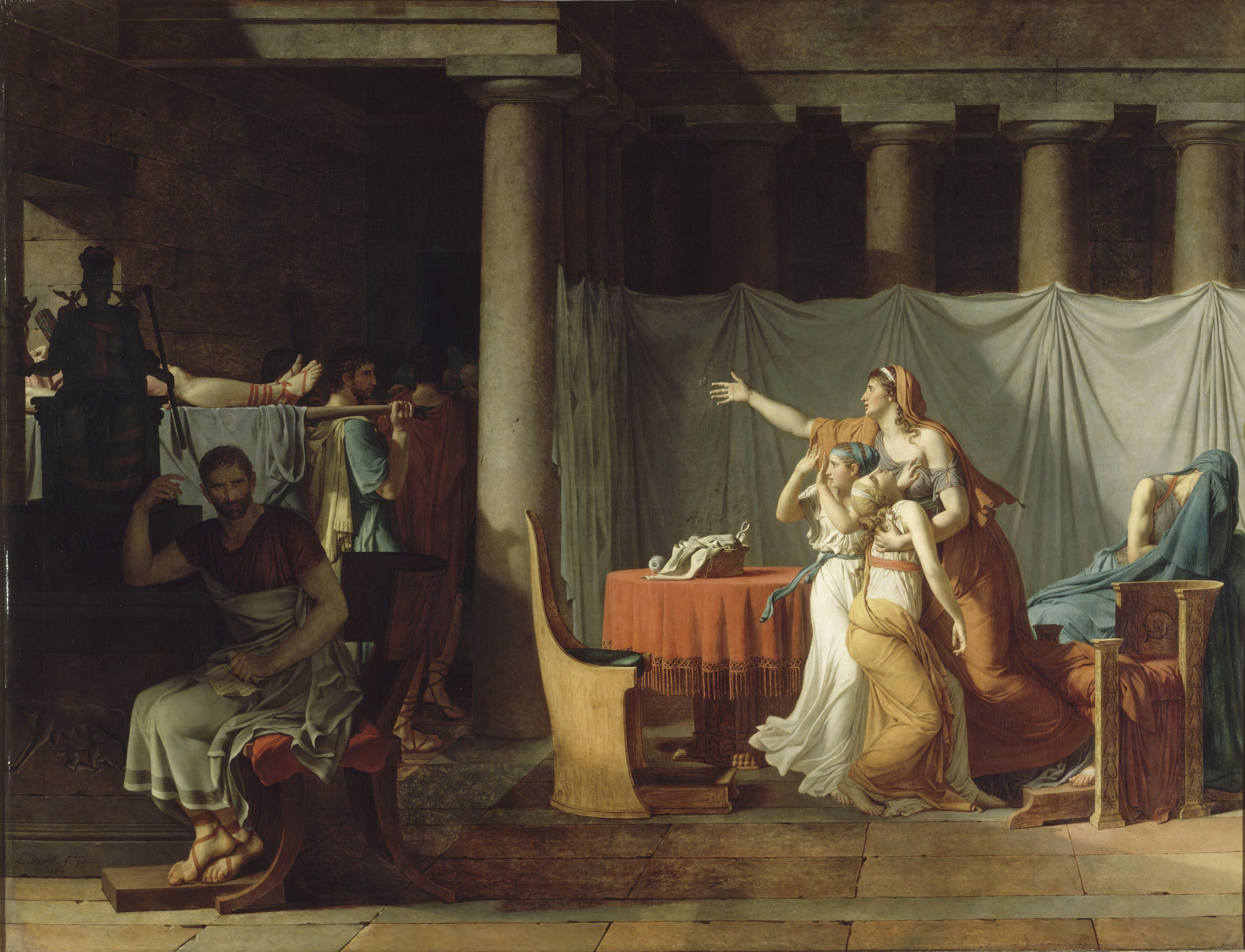
The Lictors Bring to Brutus the Bodies of His Sons (1789), Bảo tàng Louvre, Paris
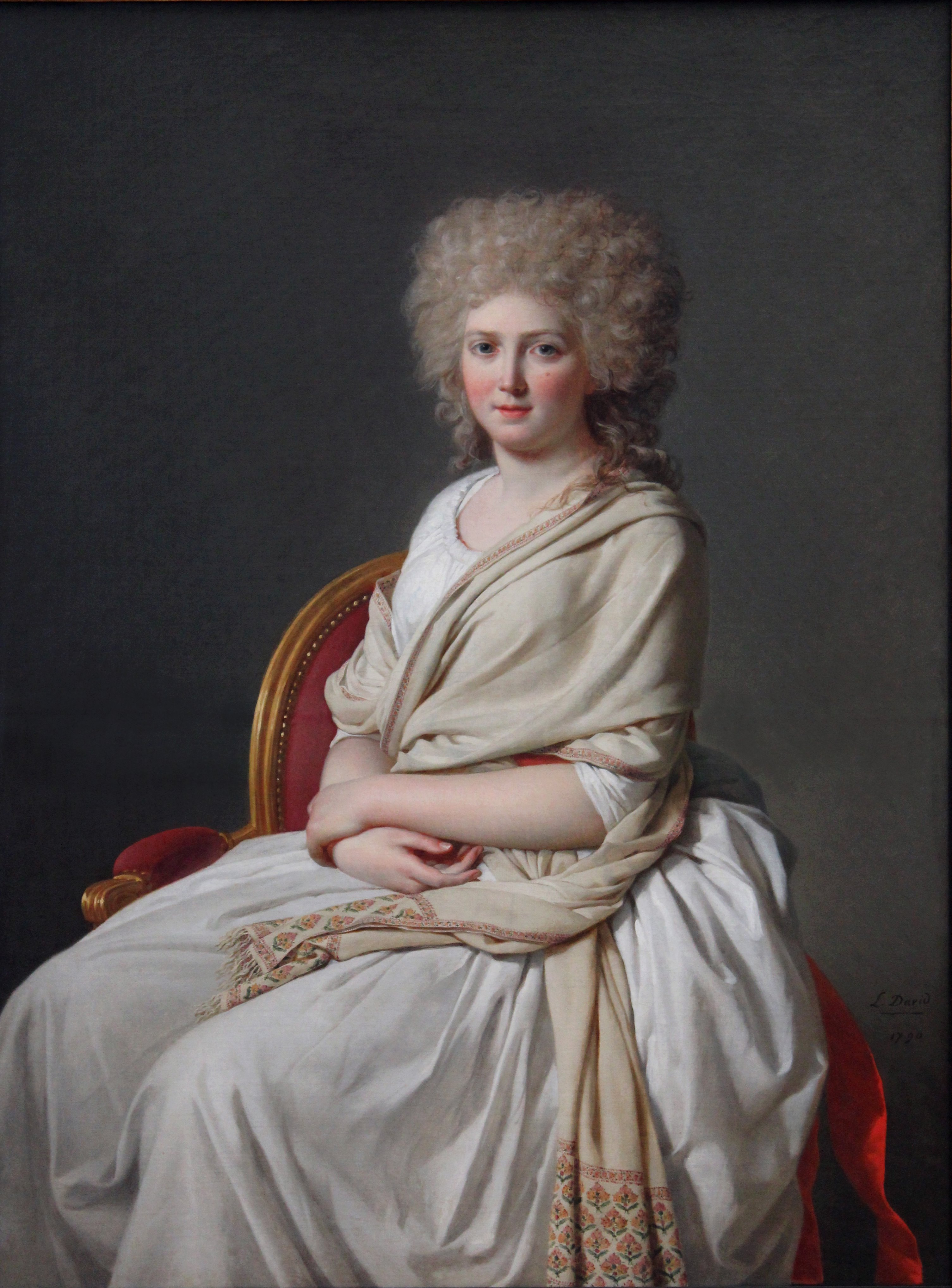
Portrait of Anne-Marie-Louise Thélusson, Comtesse de Sorcy (1790), Neue Pinakothek, Munich
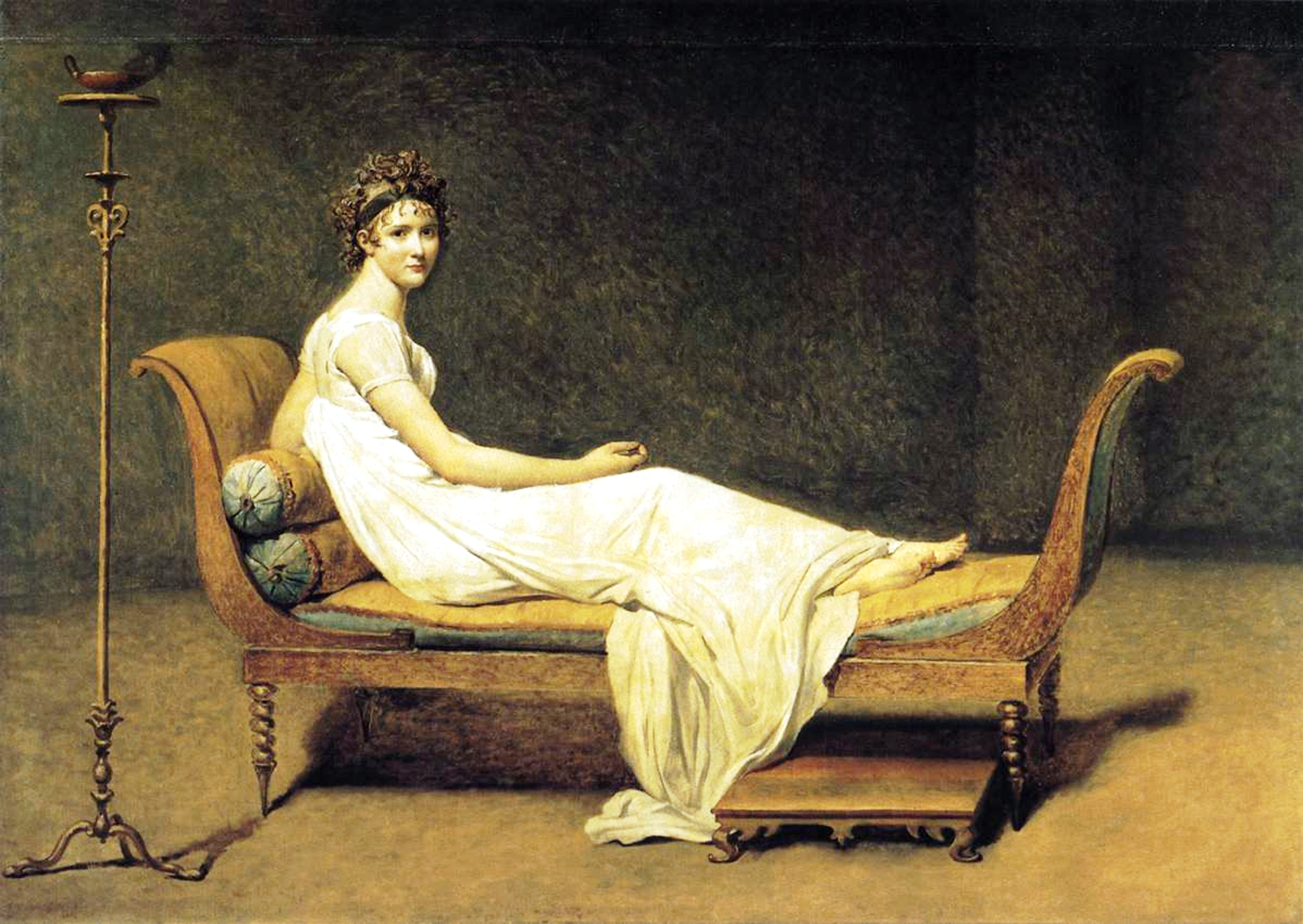
Madame Récamier (1800), Bảo tàng Louvre, Paris
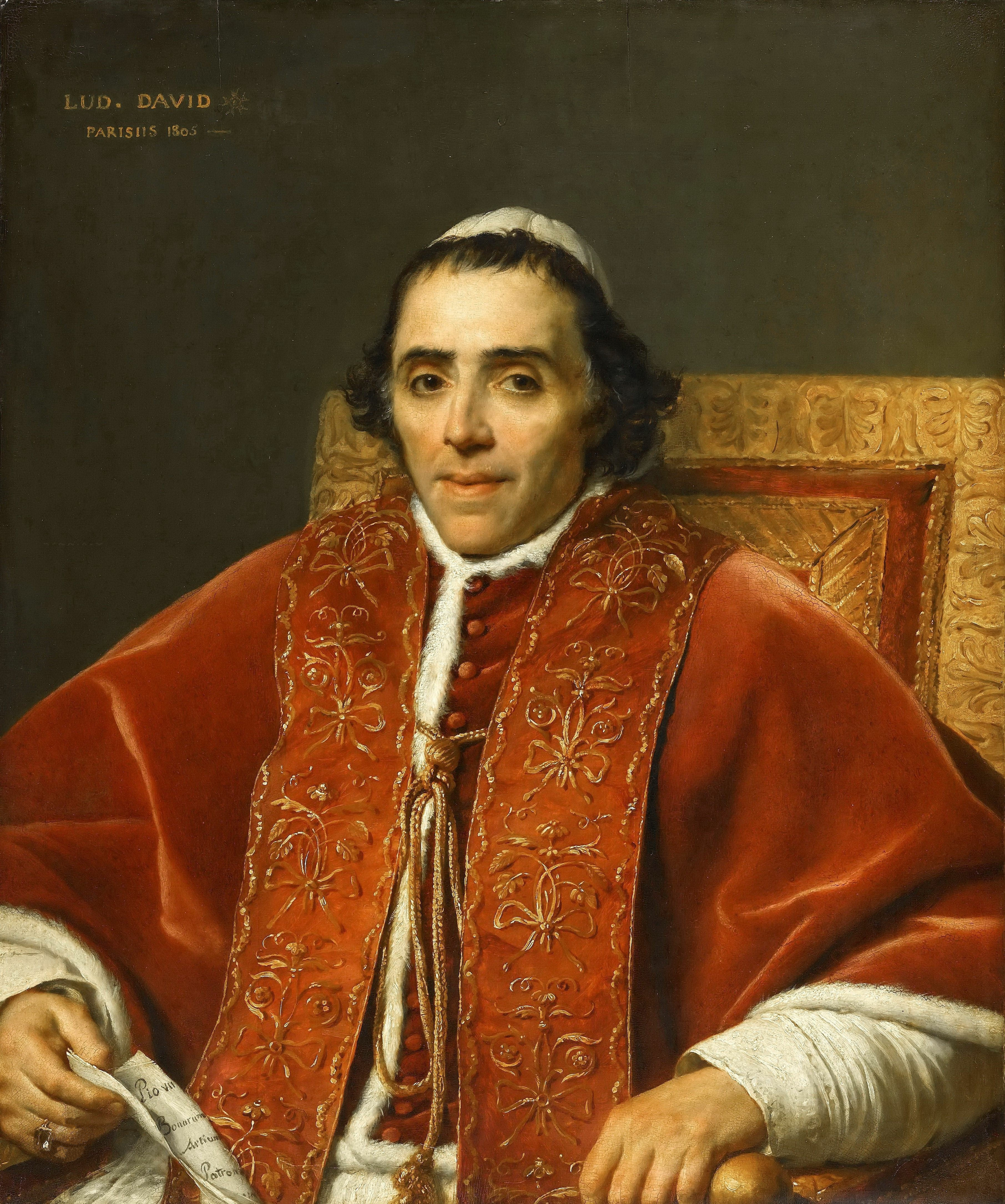
Portrait of Pope Pius VII (1805), Bảo tàng Louvre, Paris
The Coronation of Napoleon, (1806), Bảo tàng Louvre, Paris
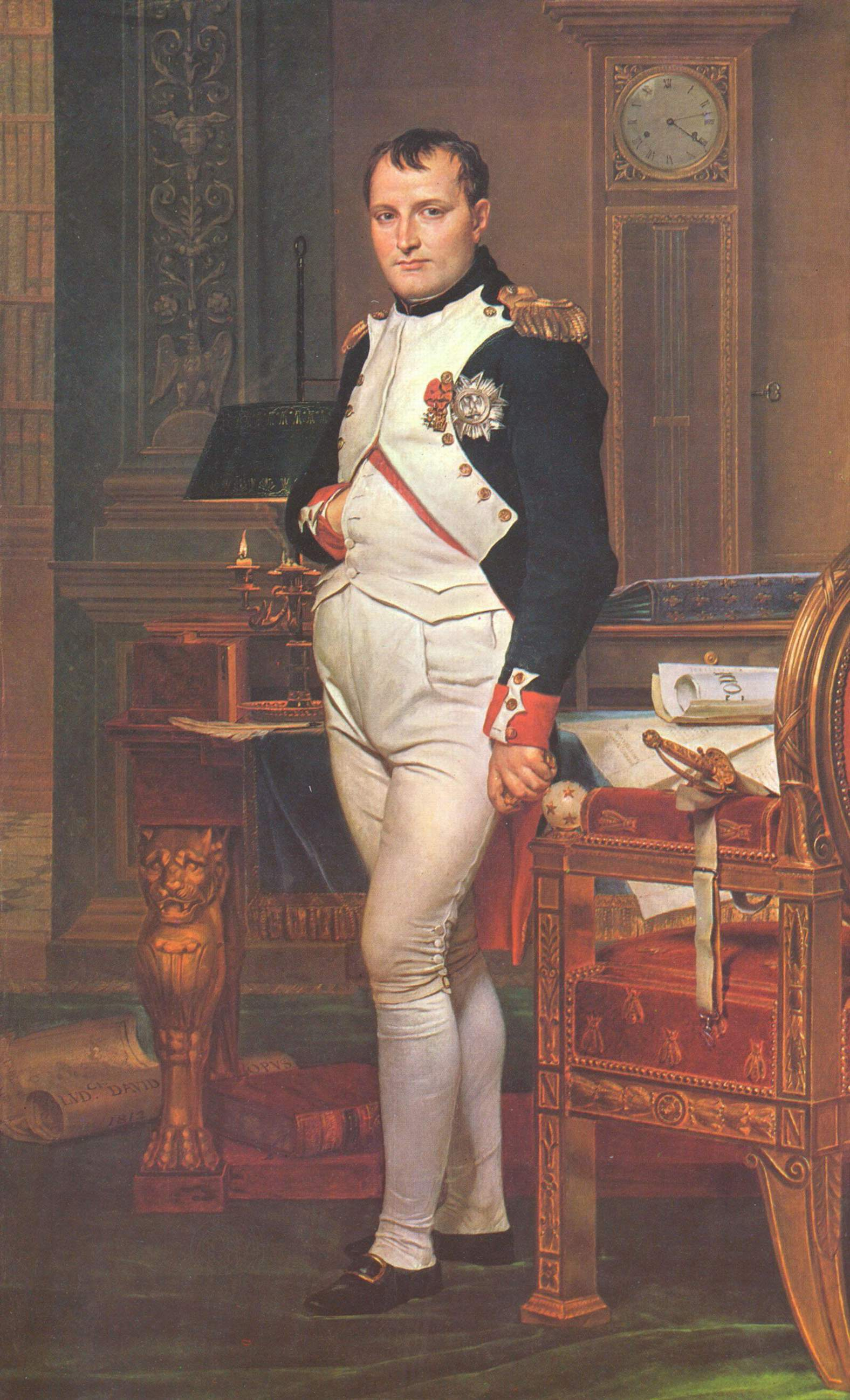
Napoleon in His Study (1812), National Gallery of Art, Washington, D.C.
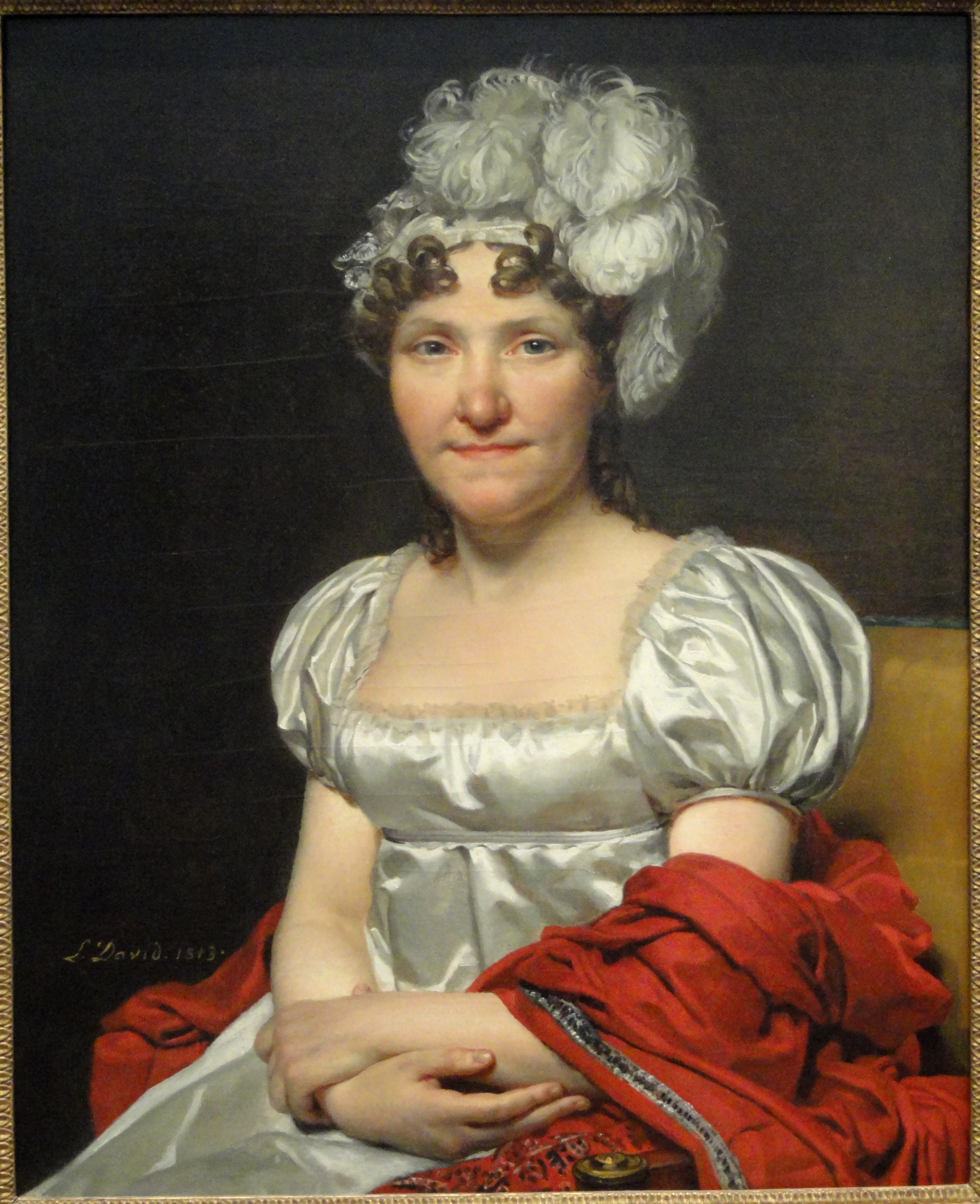
Marguerite-Charlotte David (1813), National Gallery of Art, Washington, D.C.
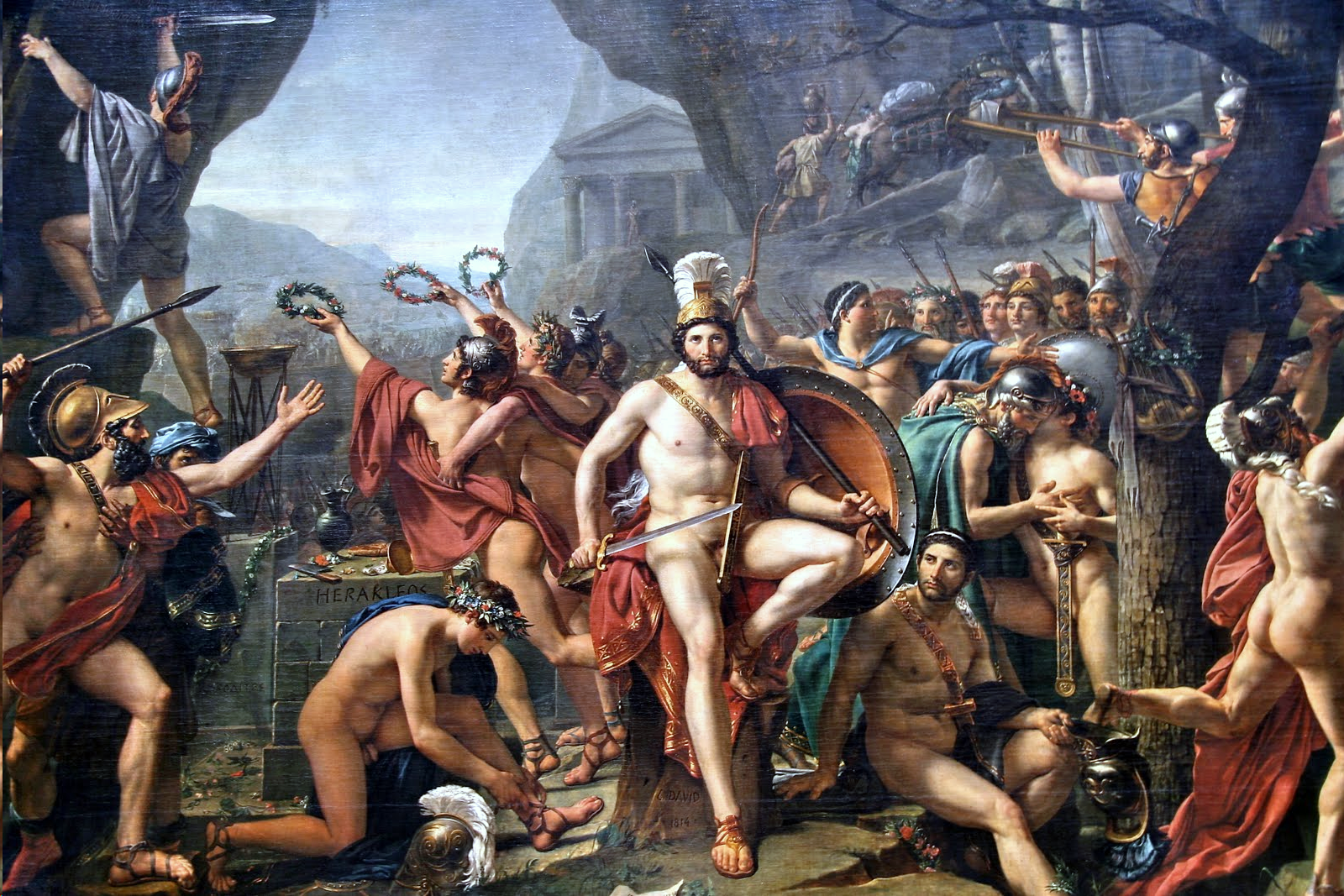
Leonidas at Thermopylae (1814), Bảo tàng Louvre, Paris
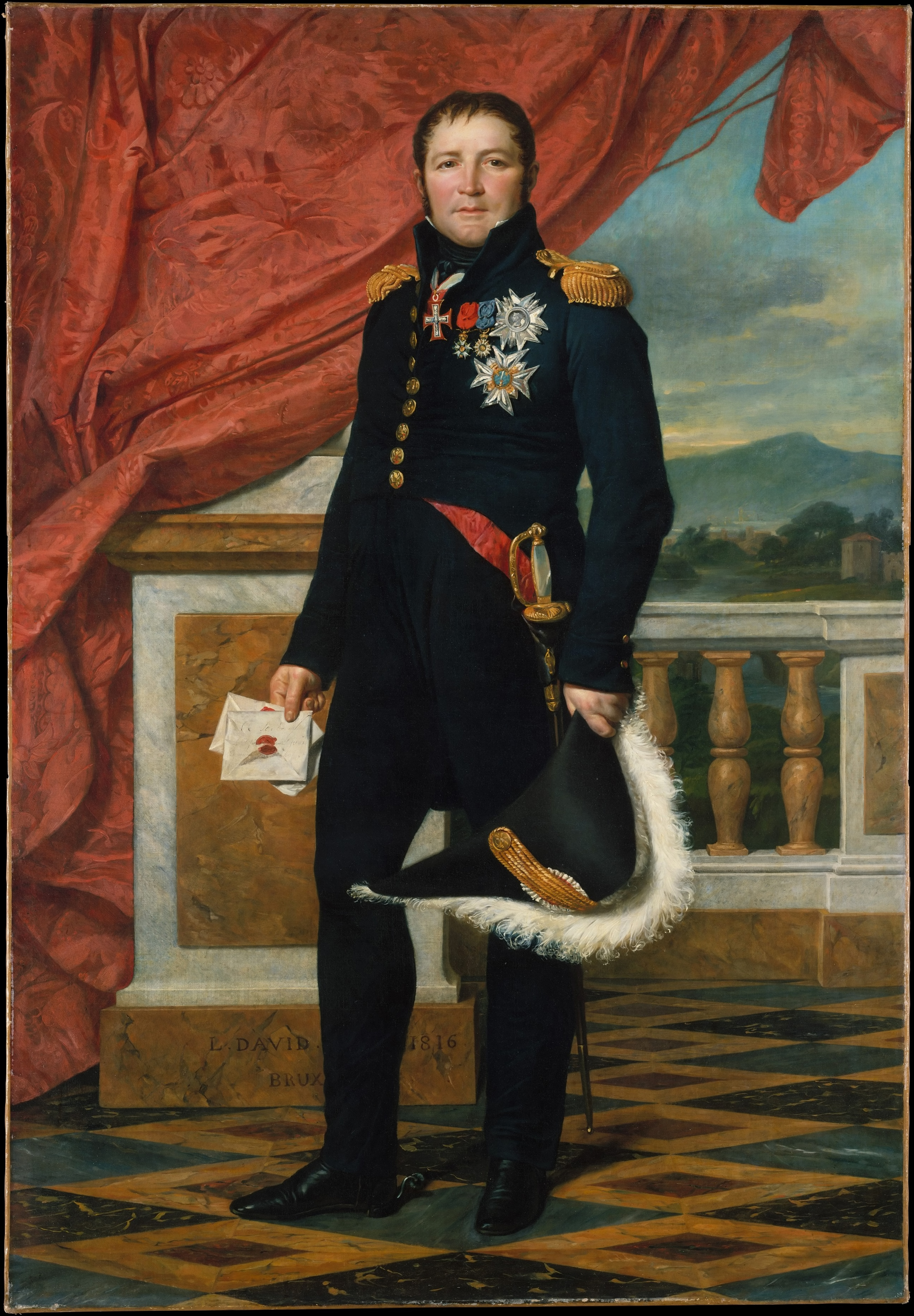
Étienne-Maurice Gérard (1816), Bảo tàng nghệ thuật Metropolitan, thành phố New York
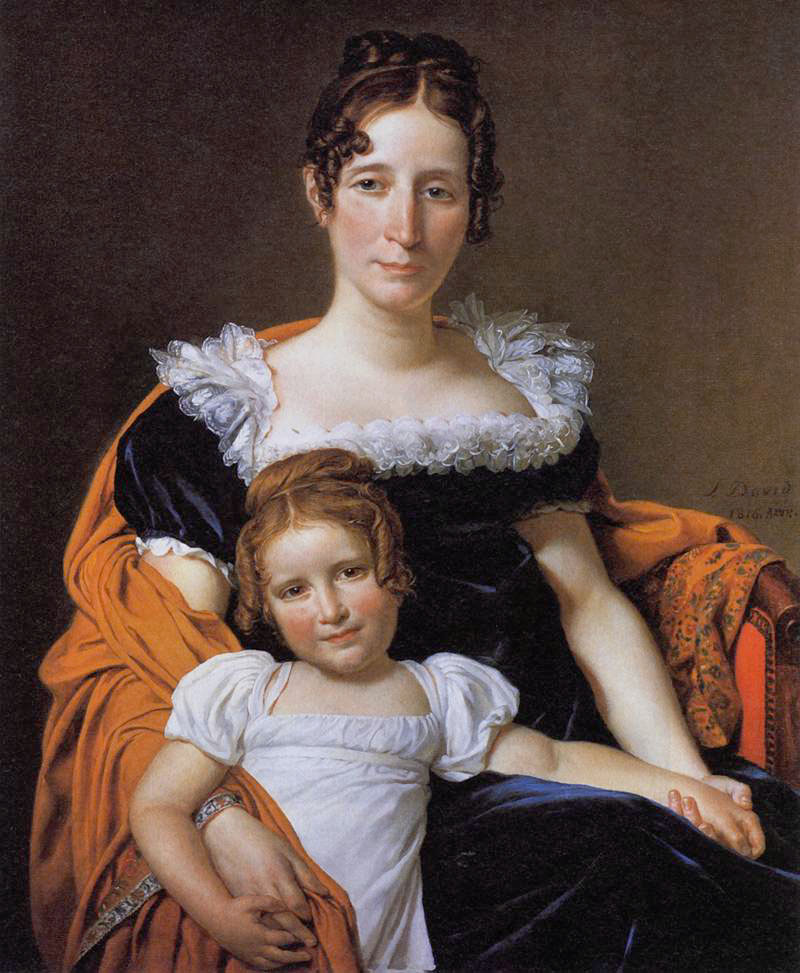
The Comtesse Vilain XIIII and Her Daughter (1816), National Gallery, London
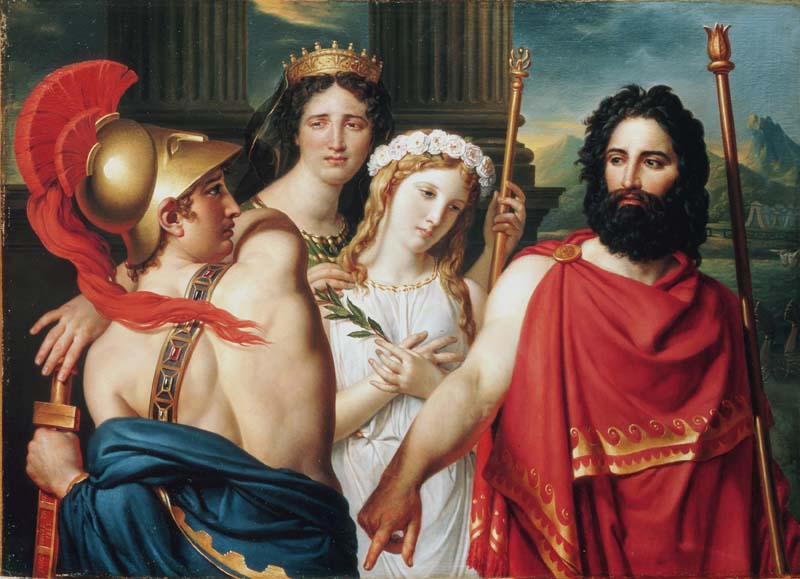
The Anger of Achilles (1825) Stair Sainty Gallery

title